# Marcelle Chantal
Marcelle Chantal, nata Marcelle Chantal-Pannier (Parigi, 9 febbraio 1901 – Parigi, 11 marzo 1960), è stata un'attrice francese.

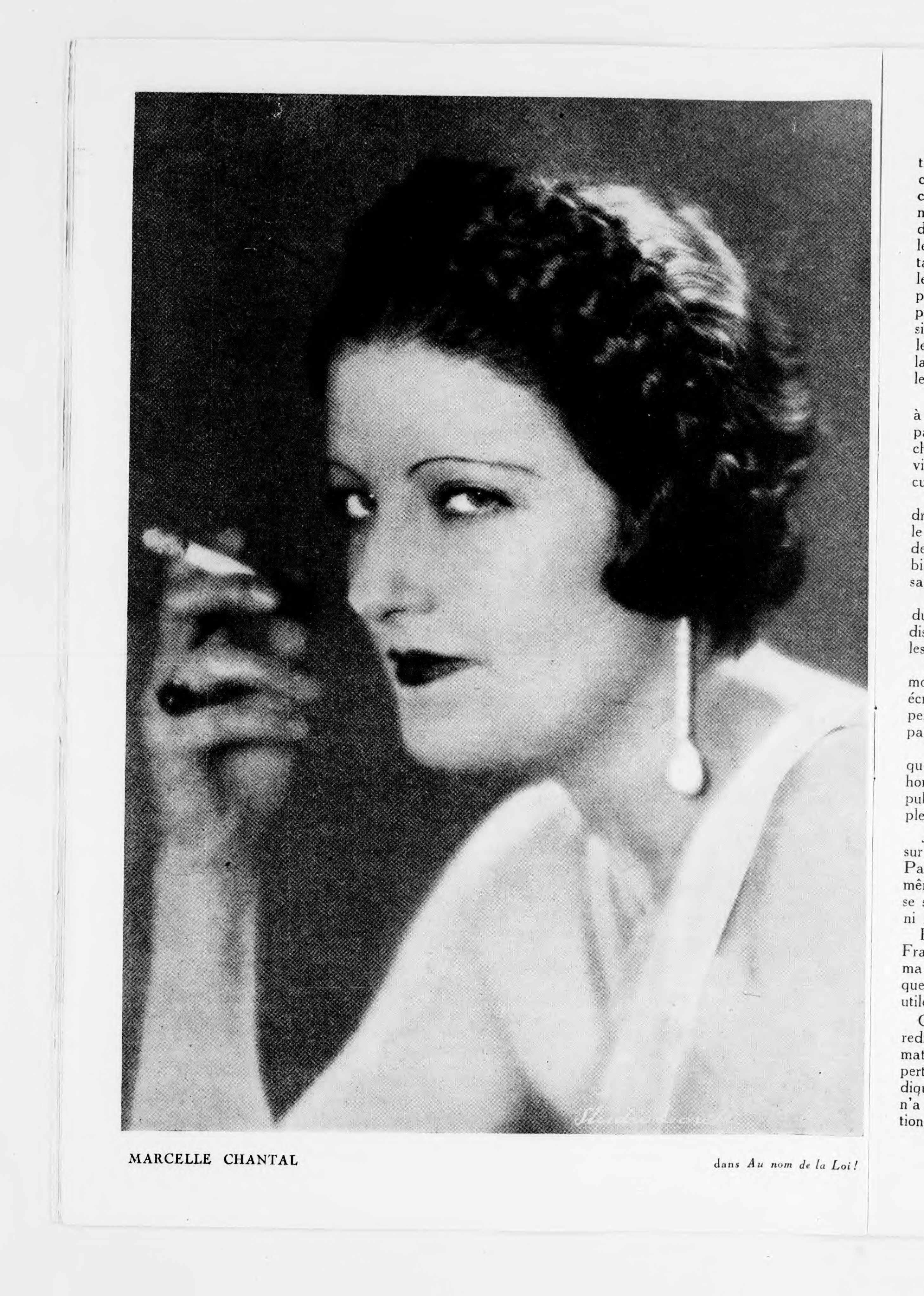
Marcelle Chantal

Usò il nome di Marcelle Favrel a inizio carriera e quello da sposata, Marcelle Jefferson-Cohn, nella sua attività teatrale.

## Biografia
Nacque a Parigi nel 1901 in una famiglia di banchieri. Girò il suo primo film nel 1920, diretta da Marcel L'Herbier. L'anno seguente, a vent'anni, sposò David Jefferson-Cohn, un ricco americano. Usando il nome da sposata, Marcelle Jefferson-Cohn, debuttò all'Opéra-Comique in La Vie de bohème, ottenendo successo all'Opéra Garnier nella comédie lyrique Thaïs. Tornò a recitare per il cinema nel 1929, quando i registi Tony Lekain e Gaston Ravel le proposero un ruolo in La collana della regina. Nella sua carriera, durata fino all'inizio degli anni cinquanta, girò una ventina di pellicole.

## Filmografia
- Le Carnaval des vérités, regia di Marcel L'Herbier (1920)
- La collana della regina (Le Collier de la reine), regia di Tony Lekain e Gaston Ravel (1929)
- In nome della legge (Au nom de la loi), regia di Maurice Tourneur (1932)
- L'Ordonnance, regia di Victor Tourjansky (1933)
- La gondola delle chimere (La Gondole aux chimères), regia di Augusto Genina (1936)
- La porta dell'infinito (La Porte du large), regia di Marcel L'Herbier (1936)
- Nitchevo, regia di Jacques de Baroncelli (1936)
- Rasputin (La tragédie impériale), regia di Marcel L'Herbier (1938)
- L'avvelenatrice (L'affaire Lafarge), regia di Pierre Chenal (1938)
- Ragazze in pericolo (Jeunes filles en détresse), regia di Georg Wilhelm Pabst (1939)
- Fantomas contro Fantomas (Fantômas contre Fantômas), regia di Robert Vernay (1949)
- Il mio uomo sei tu (Julie de Carneilhan), regia di Jacques Manuel (1950)